# 篠田未來
篠田未來（日语：／ Shinoda Mirai，1992年10月31日—），日本女子羽毛球運動員。群馬縣出生，畢業於強戸中學校、京都外大西高校及專修大學，其後加入日立化成，並為羽毛球隊的成員。

## 簡歷
2018年9月，篠田未來出戰波蘭羽毛球國際賽，與石橋麻美子合作赢得女子雙打比賽冠軍。

## 主要比賽成績
只列出曾進入準決賽的國際賽事成績：
| 年份   | 賽事             | 公開賽級別 | 項目     | 拍檔       | 成績 |
| ------ | ---------------- | ---------- | -------- | ---------- | ---- |
| 2018年 | 波蘭羽毛球國際賽 | 國際挑戰賽 | 女子雙打 | 石橋麻美子 | 冠軍 |

| 2007-2017年 | 首要超級賽 | 超級賽 | 黃金大獎賽 | 大獎賽 | 國際挑戰賽 | 國際系列賽 | 未來系列賽 | 其他 |

| 2018-2026年 | 總決賽 | 超級1000賽 | 超級750賽 | 超級500賽 | 超級300賽 | 超級100賽 | 國際挑戰賽 | 國際系列賽 | 未來系列賽 | 其他 |